# Museu del Greco
El Museu del Greco situat en la ciutat de Toledo (Espanya), conté obres del pintor manierista Domenikos Theotokopoulos (El Greco), nascut a Creta però que va produir la major part de la seva obra en la ciutat toledana. La institució es va inaugurar el 1911 com casa-museu per reunir obres de l'artista cretenc, que començava a ser revalorat, i per reflectir com va viure. El museu és estatal i és gestionat pel Ministeri de Cultura d'Espanya.

## Història
El museu es va construir sobre els fonaments d'una antiga casa del segle vi i d'un palau renaixentista, al Call toledà. Es troba molt a prop d'on va viure l'artista, però no exactament al mateix solar; la veritable casa del pintor va resultar arrasada per un incendi.
L'edifici de l'actual museu data de principis del segle xx i va ser erigit a iniciativa del marquès de la Vega-Inclán, un dels primers defensors de la recuperació de l'art d'El Greco, llargament ignorat. Aquest benefactor va ser també qui va fundar el Museu del Romanticisme (abans Museu Romàntic) de Madrid i el Museu Casa de Cervantes de Valladolid.
Després de formalitzar-se la donació del museu a l'Estat, el 27 d'abril de 1910 es crea un Patronat, constituït en la seva majoria per destacades personalitats de l'època, per a la seva custòdia. El museu va obrir les portes definitivament al públic el 12 de juny de 1911.
La iniciativa de crear aquest museu es va portar a terme per reivindicar la importància artística d'El Greco i per reunir totes les obres que fos possible; fins aleshores, moltes havien estat destruïdes o danyades per la poca apreciació que rebien, i d'altres començaven a exportar-se per la demanda de museus i col·leccionistes estrangers.
El 1921 es porta a terme la primera reforma a la qual seguirien la de 1950 i 1960, fins a arribar a la de 1990, en què es va acordar elaborar una estructura interna i externa definitiva per al museu. Tanmateix, la mencionada intervenció no va ser suficient, i el museu ha estat novament reformat en data recent, dintre del segle xxi.

### Clausura per reforma
El museu va estar tancat per obres de reforma des de 2006 fins a març de 2011 i les seves obres més importants es van exhibir de manera itinerant a diverses ciutats espanyoles. El quadre Vista i plànol de Toledo va quedar fora de la mencionada selecció per la seva fragilitat i es va dipositar en el Museu del Prado fins a la reobertura del museu toledà. La mencionada reobertura es va produir el 24 de març de 2011; el museu renovellat és més còmode per al visitant i dedica especial protagonisme al principal deixeble d'El Greco: Luis Tristán.
Ja que la seva seu no va ser l'habitatge real d'El Greco, que es va perdre segles enrere, s'ha acordat modificar el seu nom oficial: ha deixat de dir-se Casa-Museu d'El Greco per anomenar-se solament «Museu del Greco».

## Obres significatives
Béns culturals:
- Exposats: 104
- Depòsits d'altres institucions: 16
- En magatzem: 1.850

Entre les obres que d'El Greco s'exhibeixen, destaquen: 
- L'Apostolat.
- Sant Bernardí. Propietat del Museu del Prado; cedit en préstec.
- Vista i plànol de Toledo.
- El Redemptor.

Al museu s'exhibeixen també pintures i escultures d'importants artistes dels segles xvi al xvii, com Luis Tristán —deixeble i seguidor d'El Greco. Unes 25 d'aquestes obres han estat cedides en dipòsit pel Museu del Prado.